# Hinterer Eiskastenkopf
De Hinterer Eiskastenkopf is een 3299 meter hoge bergtop in de Ötztaler Alpen in de Oostenrijkse deelstaat Tirol op de grens tussen de gemeenten Kaunertal (district Landeck) en Sankt Leonhard im Pitztal (district Imst).
De berg is gelegen in de Bliggkar van de Kaunergrat, een subgroep van de Ötztaler Alpen, tussen het Kaunertal en het Pitztal in. Ten noorden van de Hinterer Eiskastenkopf ligt de 3453 meter hoge Bliggspitze, die de berg bovendien scheidt van de Mittlerer Eiskastenkopf, met daartussen de Bliggschartl. Ten zuiden van de bergtop ligt de 3452 meter hoge Vordere Ölgrubenspitze. De gletsjer op de oostelijke flank van de berg heet dan ook Vordere Ölgrubenferner; de Hinterer Eiskastenferner ligt op de flanken van de Bliggspitze. De Hinterer Eiskastenkopf behoort tot de minder frequent beklommen toppen van de Kaunergrat.